# Монарда
Мона́рда (лат. Monárda) — род однолетних или многолетних травянистых растений семейства Яснотковые (Яснотковые), происходящих из Северной Америки.

## Название
Род назван Карлом Линнеем в честь испанского ботаника и врача Николаса Монардеса (1493—1588), который в 1574 году издал книгу, в которой описывал новые растения, найденные в Америке.

## Биологическое описание

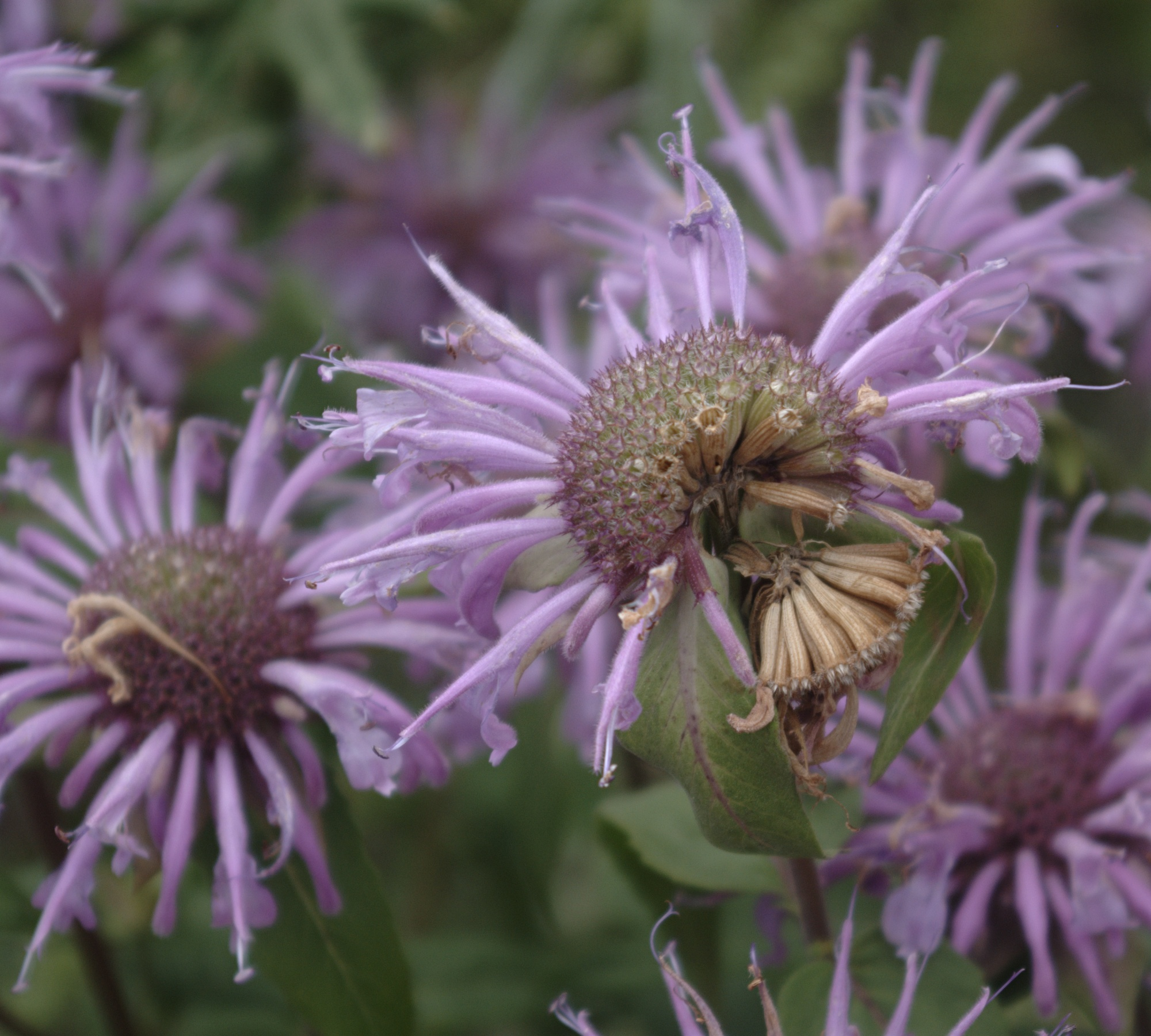
Monarda fistulosa, соцветие крупным планом

Стебель у видов монарды прямой, ветвистый (высотой до метра и более).
Листья зубчатые, продолговато-ланцетные.
Цветки мелкие трубчато-воронковидные, собраны в одно или несколько головчатых соцветий диаметром до 6—7 см, располагающихся одно над другим по стеблю цветоноса.

## Виды
По информации базы данных The Plant List, род включает 22 вида:
- Monarda bartlettii Standl.
- Monarda bradburiana Beck
- Monarda citriodora Cerv. ex Lag. — Монарда лимонная
- Monarda clinopodia L.
- Monarda clinopodioides A.Gray
- Monarda didyma L. — Монарда двойчатая
- Monarda eplingiana Standl.
- Monarda fistulosa L. — Монарда дудчатая
- Monarda fruticulosa Epling
- Monarda humilis (Torr.) Prather & J.A.Keith
- Monarda lindheimeri Engelm. & A.Gray
- Monarda luteola Singhurst & W.C.Holmes
- Monarda maritima (Cory) Correll
- Monarda media Willd.
- Monarda × medioides W.H.Duncan
- Monarda pectinata Nutt.
- Monarda pringlei Fernald
- Monarda punctata L. — Монарда точечная
- Monarda russeliana Nutt.
- Monarda scabra Beck.
- Monarda stanfieldii Small
- Monarda viridissima Correll